# Bundesstrasse 258

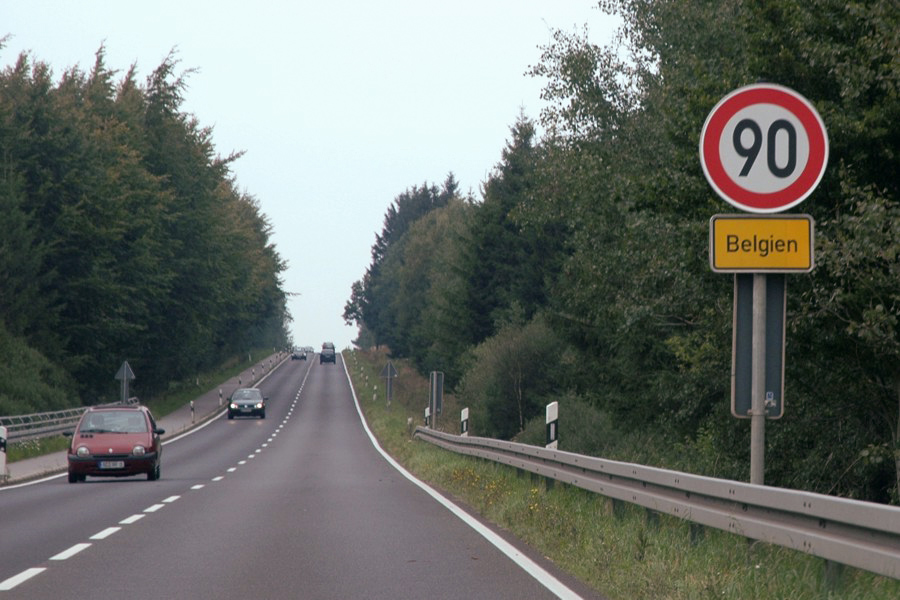
B258 när vägen går gränsen till Belgien.

Bundesstrasse 258 är en förbundsväg i Tyskland. Den går igenom förbundsländerna Nordrhein-Westfalen och Rheinland-Pfalz på sin färd mellan Mayen och Aachen. Vägen går söder om Aachen genom Belgien i nästan tre km. Vägen är cirka 166 kilometer lång.